# Luozhuang (sockenhuvudort i Kina, Henan Sheng, lat 38,70, long 114,79)
Luozhuang är en sockenhuvudort i Kina. Den ligger i provinsen Henan, i den centrala delen av landet, omkring 450 kilometer norr om provinshuvudstaden Zhengzhou. Antalet invånare är 26 478. Befolkningen består av 13 229 kvinnor och 13 249 män. Barn under 15 år utgör 23,0 %, vuxna 15-64 år 63 %, och äldre över 65 år 12,0 %.
Runt Luozhuang är det tätbefolkat, med 613 invånare per kvadratkilometer. Närmaste större samhälle är Lingshan, 16,5 km nordväst om Luozhuang. Trakten runt Luozhuang består till största delen av jordbruksmark.
Genomsnittlig årsnederbörd är 675 millimeter. Den regnigaste månaden är juli, med i genomsnitt 200 mm nederbörd, och den torraste är januari, med 3 mm nederbörd.